# Photoshop SpeedUp
Photoshop SpeedUp — бесплатная утилита, предназначенная для ускорения загрузки графического редактора Adobe Photoshop.
Утилита работает с Adobe Photoshop начиная c версии 3 по CS5.

## Описание
Photoshop SpeedUp предназначена, чтобы в значительной степени уменьшить время загрузки популярного графического редактора Adobe Photoshop. Утилита способна отключать разнообразные службы, которые не нужны для текущей работы, к примеру, отключить работу плагинов и модулей, не загружать шрифты или пресеты, а также конкретно указать размеры занимаемой памяти.
В случае, если работа Adobe Photoshop не устраивает, можно осуществить откат изменённых действий к настройкам по умолчанию.

## Возможности[1]
- Включить или отключить плагины/модули по мере необходимости.
- Отключить загрузку шрифтов CMap и Base в Adobe Photoshop.
- Не загружать Photoshop-пресеты.
- Оптимизация, а также установка процентного количества использования памяти.
- Восстановление исходных настроек в любое время одним нажатием на кнопку.

## Реклама
Во многих продуктах, в том числе и в Photoshop SpeedUp, компания-разработчик AcroPDF Systems Inc., рекламирует свой другой продукт — AcroPDF.